# Chaillac-sur-Vienne
 Chaillac-sur-Vienne  (en occitano Chalhac) es una población y comuna francesa, situada en la región de Lemosín, departamento de Alto Vienne, en el distrito de Rochechouart y cantón de Saint-Junien-Ouest.

## Demografía
| 655 | 574 | 505 | 774 | 898 | 951 | 1077 |
| Para los censos de 1962 a 1999 la población legal corresponde a la población sin duplicidades (Fuente: INSEE [Consultar]) |     |     |     |     |     |      |